# Greatest Hits (álbum de Queen)
Greatest Hits é a primeira coletânea da banda britânica de rock Queen, lançada em novembro de 1981.
A versão Europeia não saiu com a canção "Love of My Life". Em seu lugar o disco veio com "Seven Seas of Rhye". Foi o disco mais vendido da história do Reino Unido, com uma venda de 5,5 milhões de discos.
No Brasil, o álbum recebeu disco de platina.

## Faixas
| Edição britânica de 1981 |                                                              |                 |         |  |
| N.º                      | Título                                                       | Compositor(es)  | Duração |  |
| 1.                       | "Bohemian Rhapsody" (de A Night at the Opera, 1975)          | Freddie Mercury | 5:55    |  |
| 2.                       | "Another One Bites the Dust" (de The Game, 1980)             | John Deacon     | 3:36    |  |
| 3.                       | "Killer Queen" (de Sheer Heart Attack, 1974)                 | Mercury         | 2:57    |  |
| 4.                       | "Fat Bottomed Girls" (versão single, de Jazz, 1978)          | Brian May       | 4:16    |  |
| 5.                       | "Bicycle Race" (de Jazz, 1978)                               | Mercury         | 3:01    |  |
| 6.                       | "You're My Best Friend" (de A Night at the Opera, 1975)      | Deacon          | 2:52    |  |
| 7.                       | "Don't Stop Me Now" (de Jazz, 1978)                          | Mercury         | 3:29    |  |
| 8.                       | "Save Me" (de The Game, 1980)                                | May             | 3:48    |  |
| 9.                       | "Crazy Little Thing Called Love" (de The Game, 1980)         | Mercury         | 2:42    |  |
| 10.                      | "Somebody to Love" (de A Day at the Races, 1976)             | Mercury         | 4:56    |  |
| 11.                      | "Now I'm Here" (de Sheer Heart Attack, 1974)                 | May             | 4:10    |  |
| 12.                      | "Good Old-Fashioned Lover Boy" (de A Day at the Races, 1976) | Mercury         | 2:54    |  |
| 13.                      | "Play the Game" (de The Game, 1980)                          | Mercury         | 3:33    |  |
| 14.                      | "Flash" (versão single, de Flash Gordon, 1980)               | May             | 2:48    |  |
| 15.                      | "Seven Seas of Rhye" (de Queen II, 1974)                     | Mercury         | 2:47    |  |
| 16.                      | "We Will Rock You" (de News of the World, 1977)              | May             | 2:01    |  |
| 17.                      | "We Are the Champions" (de News of the World, 1977)          | Mercury         | 2:59    |  |
| Duração total:           | Duração total:                                               | Duração total:  | 57:20   |  |